# Peroksisom
Peroksisomi su, kao i lizosomi, vezikule okružene membranom ispunjene enzimima, međutim njihovi se enzimi sintetiziraju u citoplazmi i onda se uz pomoć transportnih proteina prenose u peroksisome. Proteini i lipidi nastali u citosolu se ugrađuju u peroksisom čime on raste. Peroksisomi su vrlo važni u stanicama koje razgrađuju masti. Biljke također imaju peroksisome u sjemenkama u kojima oni oksidiraju masne kiseline u molekule iz kojih nastaje šećer. Peroksisom također može u jetri detoksificirati alkohol i druge štetne tvari prenošenjem vodika s otrova na kisik.
Peroksisomi su organeli eukariotske stanice koji se kao i mitohondriji i kloroplasti dijele binarnom diobom.